# عفنة أوكرانية
عفنة أوكرانية (الاسم العلمي:Mucor ucrainicus) هي نوع من الفطريات تتبع جنس العفنة من الفصيلة العفنية.